# Stefano Carozzo
Stefano Carozzo (Savona, 17 de enero de 1979) es un deportista italiano que compitió en esgrima, especialista en la modalidad de espada.
Participó en los Juegos Olímpicos de Pekín 2008, obteniendo una medalla de bronce en la prueba por equipos (junto con Diego Confalonieri, Alfredo Rota y Matteo Tagliariol).
Ganó una medalla de plata en el Campeonato Mundial de Esgrima de 2007 y dos medallas de bronce en el Campeonato Europeo de Esgrima, en los años 2006 y 2008.

## Palmarés internacional
| Juegos Olímpicos   | Juegos Olímpicos        | Juegos Olímpicos  | Juegos Olímpicos   |
| Año                | Lugar                   | Medalla           | Prueba             |
| ------------------ | ----------------------- | ----------------- | ------------------ |
| 2008               | Pekín (China)           | Medalla de bronce | Espada por equipos |
| Campeonato Mundial |                         |                   |                    |
| Año                | Lugar                   | Medalla           | Prueba             |
| 2007               | San Petersburgo (Rusia) | Medalla de plata  | Espada por equipos |
| Campeonato Europeo |                         |                   |                    |
| Año                | Lugar                   | Medalla           | Prueba             |
| 2006               | Esmirna (Turquía)       | Medalla de bronce | Espada por equipos |
| 2008               | Kiev (Ucrania)          | Medalla de bronce | Espada por equipos |